# Nevėžis
El Nevėžis és el sisè riu més llarg de Lituània i un dels principals afluents del riu Niemen. La seva longitud és de 209 kilòmetres, i es troba íntegrament dins de territori lituà. El riu Nevėžis té prop de 70 afluents. Els principals són els següents: riu Alantas, riu Juoda, riu Upytė, riu Linkava, riu Obelis, riu Barupė, riu Gynia (per l'esquerra), riu Juosta, riu Kiršinas, riu Liaudė, riu Kruostas, riu Dotnuvėlė, riu Smilga, riu Šušvė, riu Aluona, riu Strūna (per la dreta). El riu passa per les ciutats de Panevėžys i Kėdainiai. El riu Alkupis desemboca en el Nevėžis.